# نزاع هارلن کانتی
نزاع هارلن کانتی (انگلیسی: Harlan County War) یک تله‌فیلم آمریکایی به کارگردانی تونی بیل است که در سال ۲۰۰۰ منتشر شد.

## داستان
در ایالت کنتاکی، زنی که در شِرُف از دست دادن همسرش در ریزش معدن بود و پدرش نیز در حال مرگ ناشی از بیماری سیاه‌ششی است، به صفِ جنبش کارگران معترض می‌پیوندد که نتیجه‌اش، اعتصاباتی است که به درگیری و خشونت می‌انجامد.

## بازیگران
- هالی هانتر
- استلان اسکاشگورد
- تد لواین
- وین رابسن
- شارلوت آرنلد
- جنیفر ایروین